# Buddemühle
Die Buddemühle ist als Stadtteil von Wermelskirchen eine Hofschaft, die zwischen Löh und Rausmühle liegt. Es gibt dort einen Pferdehof und einen landwirtschaftlichen Betrieb mit angeschlossener Schreinerei.
Der Hof wurde erstmals 1684 in der Schatz- und Steuerliste der Niederhonschaft genannt: Johann Buden Wittib und Erben boven(über) der Rausmühle. Vermutungen, dass es sich um eine Wind-, Grob- oder Roßmühle handelte, haben sich somit nicht bestätigt.